# 松平直明
松平 直明（まつだいら なおあきら）は、江戸時代前期から中期にかけての大名。越前国大野藩2代藩主、播磨国明石藩初代藩主。官位は従四位下市正。直良系越前松平家2代。

## 生涯
明暦2年（1656年）越前大野藩初代藩主・松平直良の三男として江戸にて誕生。兄2人が直明の出生前に没していたため、末子ではあるが世継候補となった。万治元年（1658年）に領国の大野へ移り、同地で育つ。寛文7年（1667年）、江戸に赴き正式に直良の世子となり、初めて4代将軍・徳川家綱に御目見した。
寛文9年（1669年）、従五位下若狭守を叙任する。寛文11年（1671年）、伊予国松山藩主・松平定頼の養女・仙姫を正室として迎えた。延宝3年（1675年）、従四位下に昇進する。延宝6年（1678年）、直良が没し、大野藩を襲封する。天和2年（1682年）、1万石加増の6万石で明石に転封となる。元禄10年（1697年）、美作国津山藩主・森衆利が改易となったため、津山城受け取りに赴いた。
元禄14年（1701年）、家督を長男・直常に譲って隠居した。翌元禄15年（1702年）、市正を称する。享保元年（1716年）、正室の仙姫が病没する。享保6年（1721年）、明石城二の丸にて病没した。享年66。
『土芥寇讎記』に拠れば、以前は美女を多数集めて歌舞を好んでいたが、今は止めたとされている。また「主将の器に非ず」ともされている。長じてのち、浄土宗を信仰していたともされている。
兵庫県神戸市西区にある岩岡神社ではスサノオノミコトと共に松平直明を祭神としている。

## 系譜
- 父：松平直良（1605-1678）
- 母：布利子 - 布利、橋本平作の娘
- 正室：仙姫 - 鏡智院、松平定頼の養女、酒井忠朝の娘、墓所は愛媛県松山市の法華寺の京極家墓所
  - 長男：松平直常（1679-1744）
- 生母不明の子女
  - 女子：稲葉恒通正室